# Silicon Labs
Silicon Laboratories, Inc. (Silicon Labs) (NASDAQ: SLAB

) er en amerikansk mikrochipvirksomhed. De designer og producerer mikrochips, men selve fabrikationen af elektronik udføres af andre virksomheder.
Deres hovedkvarter er i Austin, Texas. Silicon fokuserer på mikrocontrollere (MCUs) og wireless system on chips (SoCs).
Silicon Labs blev etableret i 1996.